# Kim Kilsong
Kim Kilsong (en hangul, 김길성; romanización revisada, Kim Gil-seong; McCune-Reischauer, Kim Kilsŏng, Corea del Sur, 1 de julio de 1949) es un teólogo especializado en la tradición reformada, conocido por su profundo compromiso con la teología sistemática y su liderazgo académico en la Universidad Chongshin. Desde sus inicios como estudiante de teología hasta su rol como presidente interino de esta institución, Kim se ha mantenido como un defensor clave de la teología calvinista conservadora, demostrado en sus obras y el impacto que ha dejado en generaciones de estudiantes y en la tradición eclesiástica coreana.

## Biografía
Kim completó su licenciatura en Filología Inglesa en la Universidad de Corea en 1972. Antes de iniciar su carrera teológica, trabajó como profesor en la escuela secundaria Geunmyeong. En 1978, ingresó al Seminario Teológico de la Universidad Chongshin, donde se graduó como el mejor de su promoción. Posteriormente, continuó sus estudios en Estados Unidos, obteniendo una maestría en Teología en la Universidad Internacional Trinity y un doctorado en Interpretación Bíblica y Teología Sistemática en el Seminario Teológico de Westminster.
En 1992, tras obtener su doctorado, Kim regresó a Corea del Sur y se incorporó al cuerpo docente de Universidad Chongshin, donde enseñó teología sistemática desde 1993 hasta su retiro en 2014. Durante su carrera, ocupó diversos cargos administrativos, incluidos director de estudiantes, director de investigación y rector del Centro de Teología Reformada de Chongshin. En 2013, fue designado presidente interino de la universidad, cargo que asumió con el compromiso de mantener y fortalecer el enfoque reformado de la institución.
La obra teológica de Kim se centra en la tradición calvinista histórica y reformada. Su pensamiento ha sido influenciado por teólogos como J. Gresham Machen, Charles Hodge y Herman Bavinck, así como por la tradición reformada neerlandesa en Estados Unidos representada por Louis Berkhof. Kim buscó vincular la historia y el significado teológico de la Iglesia con su estructura y gobierno, generando un enfoque distintivo en la eclesiología reformada.
Kim se retiró oficialmente en mayo de 2014, tras 22 años de servicio. Su ceremonia de retiro se llevó a cabo en el campus de Yangji de Chongshin, en una ceremonia que resaltó su impacto duradero en la academia y en la teología reformada coreana.

## Reconocimientos
Kim fue ampliamente reconocido por su compromiso académico y su liderazgo en Universidad Chongshin. Su rol como presidente interino y su labor como profesor de teología sistemática reflejan su posición influyente dentro del ámbito académico coreano y su relevancia en la comunidad teológica reformada.

## Obras
Kim es autor de varias obras que han marcado su legado teológico. Entre sus publicaciones más destacadas se encuentra La tradición teológica de Chongshin, escrita en 2013, así como Teología reformada y la Iglesia. También realizó traducciones de textos teológicos fundamentales, incluyendo Cristianismo y liberalismo de J. Gresham Machen y Pacto y escatología de Michael Horton. Estas obras han tenido un impacto significativo en la comprensión y la preservación de la tradición reformada.